# 拉沙佩勒比什
拉沙佩勒比什（法語：La Chapelle-Biche，法語發音：[la ʃapɛl biʃ] ⓘ）是法国奥恩省的一个市镇，位于该省西北部，属于阿让唐区。

## 地理
拉沙佩勒比什（48°42'41"N, 0°37'45"W）面积6.25 平方千米，位于法国诺曼底大区奧恩省，该省份为法国西北部内陆省份，北起顺时针与卡爾瓦多斯省、厄尔省、厄尔-卢瓦省、萨尔特省、马耶讷省和芒什省接壤。
与拉沙佩勒比什接壤的市镇（或旧市镇、城区）包括：沙尼、拉沙佩勒欧穆瓦讷、弗莱尔、圣克莱尔德阿卢兹、圣保罗。
拉沙佩勒比什的时区为UTC+01:00、UTC+02:00（夏令时）。

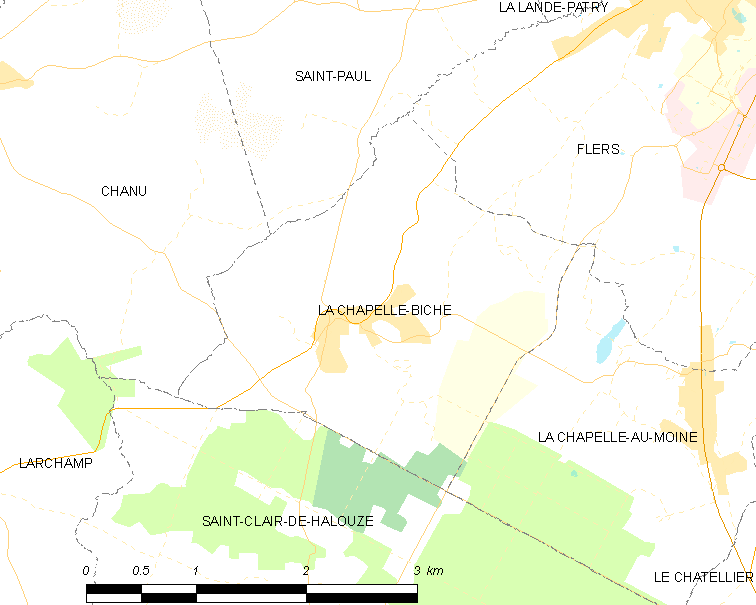
拉沙佩勒比什的OSM定位图

## 行政
拉沙佩勒比什的邮政编码为61100，INSEE市镇编码为61095。

## 政治
拉沙佩勒比什所属的省级选区为弗莱尔第一县。

## 交通
奥恩省省道D25线、D225线、D368线和D810线在拉沙佩勒比什市中心交汇。

## 人口

1962-2008年间拉沙佩勒比什人口变化图示

拉沙佩勒比什于2022年1月1日时的人口数量为532人。